# Ghuwara
Ghuwara é uma cidade e uma nagar panchayat no distrito de Chhatarpur, no estado indiano de Madhya Pradesh.

## Demografia
Segundo o censo de 2001, Ghuwara tinha uma população de 10 813 habitantes. Os indivíduos do sexo masculino constituem 53% da população e os do sexo feminino 47%. Ghuwara tem uma taxa de literacia de 48%, inferior à média nacional de 59,5%: a literacia no sexo masculino é de 58% e no sexo feminino é de 37%. Em Ghuwara, 20% da população está abaixo dos 6 anos de idade.